# قلعه هزار اردک
کنت داکولا (به انگلیسی: Count Duckula) یا قلعه هزار اردک مجموعه ی کارتونی کمدی-درام ترسناک بریتانیایی برای کودکان بود که در ۶ سپتامبر ۱۹۸۸ برای اولین بار پخش شد.
این فیلم در ایران با نام قلعه هزار اردک پخش شد و در دوبله آن هیچ اشاره ای به خون‌آشام بودن اجداد کنت داکولا نشده بود و نام کنت داکولا به داک بزرگ تغییر یافته بود.

## داستان
داستان این مجموعه بر اساس اردک‌های خون‌آشام است که نسل به نسل در قلعه ای مخوف زندگی کردند و از لحاظ شخصیتی شبیه کنت دراکولا هستند اما آخرین نسل از این خانواده وقتی پرستار بچه (نانی) به او(کنت داکولا) به جای خون، سس کچاپ می‌دهد تبدیل یه اردکی گیاهخوار می‌شود. در طی این داستان پیش خدمت کنت داکولا که ایگور نام دارد می‌خواهد تا به هرطریقی کنت داکولا را به خصلت خون‌آشامی اش بازگرداند، همچنین قلعه ای که آن‌ها در آن زندگی می‌کنند توانایی عجیبی در جابه جایی خود دارد و می‌تواند مکان خود را تغییر دهد و حتی در زمان سفر کند. همچنین در این مجموعه شخصیتی به نام دکتر فن گوسوینگ وجود دارد که برگرفته از شخصیت آبراهام ون هلسینگ است دشمن کنت داکولا است و می‌خواهد او را بکشد.